# Illiabum Clube
Illiabum Clube è una società di pallacanestro professionistica di Ílhavo, Portogallo.

## Piazzamenti nel Campionato Portoghese
| Stagione | Livello | Lega    | Posizione           | Post-season              | Competizioni europee | Competizioni europee |
| -------- | ------- | ------- | ------------------- | ------------------------ | -------------------- | -------------------- |
| 2001-02  | 1       | LPB     | 5                   |                          |                      |                      |
| 2002-03  | 2       | Proliga | 7                   |                          |                      |                      |
| 2003-04  | 2       | Proliga | 14                  |                          |                      |                      |
| 2004-05  | 2       | Proliga | 9                   |                          |                      |                      |
| 2005-06  | 2       | Proliga | 9                   |                          |                      |                      |
| 2006-07  | 2       | Proliga | 3                   |                          |                      |                      |
| 2007-08  | 2       | Proliga | 4                   |                          |                      |                      |
| 2008-09  | 2       | Proliga | 1                   | Promozione in LPB        |                      |                      |
| 2009-10  | 1       | LPB     | 5                   | Quartos de final         |                      |                      |
| 2010–11  | 1       | LPB     | 11                  | Retrocessione in Proliga |                      |                      |
| 2011–12  | 2       | Proliga | 2                   | Quarti di finale         |                      |                      |
| 2012–13  | 2       | Proliga | 4                   | Semifinalista            |                      |                      |
| [2013–14 | 2       | Proliga | 2                   | Promozione in LPB        |                      |                      |
| 2014-15  | 1       | LPB     | 12                  | Retrocessione in Proliga |                      |                      |
| 2015-16  | 2       | Proliga | 1                   | Promozione in LPB        |                      |                      |
| 2016-17  | 1       | LPB     | 6                   | Quarti di finale         |                      |                      |
| 2017-18  | 1       | LPB     | 6                   | Quarti di finale         |                      |                      |
| 2018-19  | 1       | LPB     | 8                   | Quarti di finale         |                      |                      |
| 2019-20  | 1       | LPB     | Campionato sospeso' | Campionato sospeso'      |                      |                      |
| 2020-21  | 2       | Proliga | 1                   | Promozione in LPB        |                      |                      |
| 2021-22  |         | LPB     |                     |                          |                      |                      |

## Palmarès
- Proliga

2008–09, 2015–16
- Coppa del Portogallo

2017–18
- Supercoppa portoghese

1992
- Trofeo António Pratas Proliga

2008–09, 2011–12, 2015–16